# Miếu hiệu
Miếu hiệu (chữ Hán: 廟號) là tên hiệu dùng trong tông miếu dành cho các vị quân chủ sau khi họ đã qua đời, đây là một dạng kính hiệu khá đặc trưng của nền quân chủ Đông Á đồng văn, gồm Trung Quốc, Triều Tiên, Việt Nam và Nhật Bản.
Còn một dạng tôn hiệu, có cùng một tính chất là chỉ dành cho quân vương đã mất mới có, chính là thụy hiệu.

## Khái niệm
Miếu hiệu được cho là có nguồn gốc từ triều đại trọng kính bái là nhà Thương. Sau khi vị quân chủ qua đời, vị quân vương nối ngôi và đình thần cùng thảo luận để tôn viết trên bài vị, hay trên các bài văn tế đọc trong các dịp giỗ chạp. Đặc điểm cơ bản của miếu hiệu là nó thường có một trong hai chữ: Tổ (祖) hoặc Tông (宗), đi trước thường là một tính từ mang tính miêu tả.
Miếu hiệu thường ngắn, chỉ có 1 tính từ đi với Tổ hoặc Tông, trong khi thụy hiệu có thể ngắn một vài chữ song cũng có thể rất dài, có khi lên hàng chục chữ.

## Các trường hợp
Người sáng lập triều đại thường có miếu hiệu bằng chữ Tổ như Cao Tổ (như Hán Cao Tổ) hoặc Thái Tổ (như Lý Thái Tổ , Lê Thái Tổ) hay Thế Tổ (như Nguyễn Thế Tổ) và Liệt Tổ (như Hán Chiêu Liệt Tổ). Cũng có trường hợp một số vua không phải là vua sáng lập triều đại, nhưng được coi là có công lớn ngang với vị sáng lập, cũng được đặt miếu hiệu bằng chữ Tổ như Minh Thành Tổ ở Trung Quốc; Nguyễn Thánh Tổ (Minh Mạng) và Nguyễn Hiến Tổ (Thiệu Trị) ở Việt Nam.
Riêng trường hợp nhà Trần ở Việt Nam, có vị hoàng đế đầu tiên là Trần Cảnh, nhưng khi đó cha là Thái thượng hoàng đế Trần Thừa vẫn còn sống, do đó miếu hiệu của Trần Thừa là Thái Tổ, còn Trần Cảnh là Thái Tông.
Các vị vua mất nước thường không được đặt miếu hiệu mà chỉ có thụy hiệu (như Lê Mẫn Đế, Liêu Thiên Tộ Đế) hoặc không có cả hai (như Nguyễn Quang Toản). Nhiều miếu hiệu được các hậu duệ đặt cho tổ tiên chỉ là dân thường khi họ đã làm vua, lại có những vị vua mất nước lúc đó không có miếu hiệu nhưng ngày nay được con cháu đời sau truy tôn.

## Một số miếu hiệu
- Thủy Tổ
- Hi Tổ
- Thành Tổ
- Mục Tổ
- Nguyên Tổ
- Đức Tông
- Thánh Tổ
- Dực Tông
- Hiến Tổ
- Túc Tông
- Thái Tổ
- Thánh Tông
- Khai Tổ
- Trung Tông
- Nhân Tông
- Thần Tông
- Anh Tông
- Huệ Tông
- Minh Tông
- Hiến Tông
- Dụ Tông
- Duệ Tông
- Cao Tông
- Huyền Tông
- Gia Tông
- Ý Tông
- Văn Tông
- Vũ Tông
- Thành Tông
- Mục Tông
- Kính Tông
- Tuyên Tông
- Hy Tông
- Chiêu Tông
- Quang Tông
- Uy Tông
- Hoài Tông
- Hiếu Tông
- Thuận Tông
- Thế Tông
- Cảnh Tông
- Thuần Tông
- Thái Tông
- Cung Tông
- Triết Tông
- Đại Tông
- Khâm Tông
- Khang Tông
- Liệt Tông
- Mẫn Tông
- Tương Tông
- Anh Tổ
- Trang Tông
- Ai Tông
- Chương Tông
- Thế Tông